# اوکسانا فاندرا
اوکسانا فاندرا (روسی: Оксана Олеговна Фандера؛ زادهٔ ۷ نوامبر ۱۹۶۷) بازیگر اهل روسیه است.